# Alyssum diffusum
Alyssum diffusum là một loài thực vật có hoa trong họ Cải. Loài này được Ten. mô tả khoa học đầu tiên năm 1815.